# Modellbahnwelt Oberhausen
Die Modellbahnwelt Oberhausen (MWO) war eine Modelleisenbahn-Dauerausstellung in der „Neuen Mitte Oberhausen“, direkt an der Heinz-Schleußer-Marina, östlich neben dem Gelände des CentrO, an der Autobahn 42. Die Anlage wurde am 1. August 2008 für Besucher geöffnet und zeigte auf 420 m² Anlagenfläche Motive aus dem Ruhrgebiet der Zeit von 1965 bis 1970. In dem Gebäude befand sich von April 2012 bis Mai 2015 ein Spionage-Museum TOP SECRET.

## Beschreibung
Auf der Anlage waren nach Original-Gleisplänen, Geografien und vielen Gebäudeplänen unter anderem der Hauptbahnhof Oberhausen, sowie die Bahnhöfe Oberhausen-Osterfeld und Bochum-Dahlhausen nachgebildet, außerdem eine Hochofenanlage nach dem Vorbild der Hüttenwerke Oberhausen und die Zeche und Kokerei Zeche Zollverein. Dazu befanden sich Nachbauten bekannter Gebäude, wie zum Beispiel der Villa Hügel, dem Oberhausener Gasometer und die älteste Industriearbeiter-Siedlung des Ruhrgebietes, der Siedlung Eisenheim in Oberhausen, auf der Modellbahnanlage wieder. Alle genannten Gebäude wurden maßstäblich und weitgehend originalgetreu nachgebaut.
Die Anlage im Modellmaßstab 1:87 (Nenngröße H0) war als Zweileiter-Digitalsystem ausgeführt. Besonderes Highlight war der größte fotorealistische Hintergrund der Welt, der der Anlage eine besondere Tiefenwirkung verlieh. Daneben verliehen viele liebevolle Details der Anlage einen Eindruck des früheren Ruhrgebietes.
2009 sollte ein zweiter, räumlich identischer Bauabschnitt folgen, der das Ruhrgebiet nach dem Strukturwandel der letzten vierzig Jahre in der heutigen Zeit gezeigt hätte. Da die Geschäftsführung jedoch im April des Jahres 2009 einen Insolvenzantrag stellte, ist dies bis heute nicht erfolgt.
Im September 2012 wurde auf der Webseite der MWO vermeldet, dass die bestehende Modelleisenbahnanlage in die Modellbahnwelt Odenwald zieht. Sie ist seitdem dort zu besichtigen.